# Parachondrostoma arrigonis
Parachondrostoma arrigonis, conocido habitualmente como loina, madrilla del Júcar o luina (en la provincia de Cuenca), es un pez de agua dulce perteneciente a la clase Actinopterygii y a la familia Cyprinidae.  Es endémico de la cuenca del río Júcar.
Se la consideraba una subespecie de Parachondrostoma toxostoma, pero en 1997 fue considerada como especie.

## Descripción
Su cuerpo es alargado y plateado, no sobrepasando habitualmente los 30 cm de longitud, con un pedúnculo caudal largo y estrecho, aletas largas (la dorsal tiene 8 radios y la anal entre 8 y 10), entre 44 y 53 escamas grandes y de 16 a 23 branquiespinas. Su peso máximo está en torno a los 300 gramos y su límite de edad ronda los ocho años.
Su cabeza es pequeña y la boca se encuentra situada en posición ínfera, con un labio inferior grueso y dientes faríngeos en número 6-5 y ocasionalmente 5-5. Su lámina córnea labial tiene forma arqueada, a diferencia de la boga de río (Pseudochondrostoma polylepis), que la tiene recta. Carece de las barbillas que sí tienen otros ciprínidos como el barbo, la tenca, la carpa y el gobio, que comparten hábitat con la loina.
Es un pez omnívoro que se alimenta, principalmente, de algas y pequeños invertebrados que captura tanto bajo el agua como sobre la superficie de esta, con similitud a la trucha.

## Reproducción
La freza de la loina suele darse entre los meses de marzo y mayo. La loina suele remontar los cursos fluviales que habita, buscando zonas someras de grava y cantos rodados con aguas bien oxigenadas en las que poner y fecundar sus huevos.

## Hábitat
Su hábitat se encuentra en zonas de los tramos medios y bajos de los ríos con corrientes moderadas y aguas embalsadas. Es un pez gregario y forma cardúmenes que también incluyen gobios y  bogas de río, principalmente.

## Estado actual
En la actualidad, las poblaciones de esta especie están en franca recesión, como demuestra su calificación de "en peligro de extinción" en el Catálogo Nacional de Especies Amenazadas y en el Catálogo Regional de la Comunidad Valenciana, lo cual es debido principalmente a la excesiva contaminación de algunas aguas, a la construcción de presas y diques, a la extracción de áridos de los lechos de los ríos y, sobre todo, a la introducción de especies alóctonas que, o bien colonizan su hábitat (como sucede en el caso de la boga de río), desplazando a la loina por competencia, o predan sobre la puesta de huevos de esta, como es el caso del gobio (Gobio lozanoi) o la perca sol (Lepomis gibbosus), especies ambas consideradas como invasoras por parte de la Consejería de Agricultura y Desarrollo Rural de la Junta de Comunidades de Castilla-La Mancha a través de su Orden de Vedas anual. Tanto en esta comunidad autónoma como en la Comunidad Valenciana, la pesca de la loina está prohibida.